# حجر 2: المحطة (فلم)
حجر 2: المحطة (بالإنجليزية: Quarantine 2: Terminal) هو فيلم رعب تم إنتاجه في الولايات المتحدة وصدر سنة 2011 بطولة مرسيدس ماسون وجوش كوك وهو الجزء الثاني من سلسلة أفلام «حجر».

## القصة
في أثناء سفر رحلة جوية من كانساس إلى لوس أنجلوس، يحضر المدرس (هنري) قفصا من حيوانات الهامستر للسفر معه على الطائرة، لأغراض علمية، يخبره قائد الطائرة، وبعض الركاب أن هذا الأمر ممنوع، يباغت أحد الهامستر الراكب (رالف)، ويقضم أصبعه، يصاب (رالف) بحالة هياج شديدة، ويهاجم المضيفة (باولا)، وينتشر الرعب في المكان، يطلب قائد الطائرة الهبوط الاضطراري، ويفاجأ الركاب بأن السلطات حولت المطار إلى مكان حجر صحي، ليس له مخرج، وأن عليهم البحث عن مخرج للهرب.

## وصلات خارجية
- مقالات تستعمل روابط فنية بلا صلة مع ويكي بيانات

حجر 2: المحطة على IMDb
حجر 2: المحطة على Rotten Tomatos
حجر 2: المحطة على AllMovie